# Wojskowa Akademia Inżynieryjna Sił Powietrznych
Wojskowa Akademia Inżynieryjna Sił Powietrznych im. profesora N.J. Żukowskiego, odznaczona orderami Lenina, Rewolucji Październikowej i Czerwonego Sztandaru (ros. Военно-воздушная инженерная орденов Ленина и Октябрьской Революции Краснознамённая академия имени профессора Н. Е. Жуковского) – rosyjska wojskowa uczelnia wyższa, kształcąca oficerów-specjalistów w dziedzinie inżynierii lotniczej na potrzeby sił powietrznych, istniejąca w latach 1920–2009. Nosiła imię profesora Rosyjskiej Akademii Nauk i pierwszego komendanta uczelni, Nikołaja Żukowskiego.
Obecnie zadania uczelni przejęło Wojskowe Centrum Naukowo-Szkoleniowe Sił Powietrznych "Wojskowa Akademia Sił Powietrznych im. prof. N.J. Żukowskiego i J.A. Gagarina" (ros. Военный учебно-научный центр Военно-воздушных сил «Военно-воздушная академия имени профессора Н.Е.Жуковского и Ю.А.Гагарина»).

## Komendanci akademii
- Nikołaj Żukowski profesor; od 1920 do 1921;
- Aleksandr Wegener inżynier wojskowy; od 1922 do 1923;
- Nikołaj Sołłohub komdiw; od 1924 do 1925;
- Władimir Łazariewicz komdiw; od 1925 do 1927;
- Siergiej Chor'kow komdiw; od 1927 do 1933;
- Aleksandr Todorski komkor;  od 1934 do 1936;
- Zinowij Pomierancew generał major lotnictwa; od 1936 do 1940;
- Nikołaj Sokołow-Sokolonok generał porucznik lotnictwa; od 1940 do 1941;
- Stiepan Chadiejew inżynier pułkownik; od 1941 do 1942;
- Nikołaj Sokołow-Sokolonok generał porucznik lotnictwa; od 1942 do 1947;
- Władimir Wołkow generał pułkownik służby techniczno-inżynieryjnej; od 1947 do 1969;
- Nikołaj Fiediajew generał porucznik służby techniczno-inżynieryjnej do 1971, następnie generał porucznik inżynier; od 1969 do 1973;
- Wasilij Filippow generał pułkownik lotnictwa; od 1973 do 1986;
- Witalij Kremlow generał pułkownik lotnictwa; od 1986 do 1992;
- Władimir Kowalonok generał pułkownik lotnictwa; od 1992 do 2002;
- Anatolij Maksimow generał porucznik; od 2002 do 2009[2].